# 贾布雷拉
贾布雷拉（Jhabrera），是印度北阿坎德邦Hardwar县的一个城镇。总人口9378（2001年）。

## 人口
该地2001年总人口9378人，其中男性5007人，女性4371人；0—6岁人口1667人，其中男936人，女731人；识字率56.85%，其中男性为64.73%，女性为47.82%。